# Станка (Сучава)
Станка (рум. Stânca) насеље је у Румунији у округу Сучава у општини Звориштеа. Oпштина се налази на надморској висини од 328 m.

## Становништво
Према подацима из 2002. године у насељу је живело 631 становника, од којих су сви румунске националности.